# Michal Kopčo
Michal Kopčo (* 27. Januar  1988 in Košice) ist ein slowakischer Handballspieler.
Der 1,95 m große Kreisläufer spielte von 2012 bis 2014 beim deutschen Bundesligisten VfL Gummersbach. Davor spielte Kopčo bis 2010 bei Dunaferr SE in Ungarn und anschließend jeweils ein Jahr für RK Zagreb in Kroatien und HT Tatran Prešov in der Slowakei. Mit Zagreb und Prešov gewann er jeweils Meisterschaft und Pokal. Nach der Saison 2013/14 verließ er Gummersbach und kehrte zu Tatran Prešov zurück. Mit Prešov gewann er 2015 und 2016 die slowakische Meisterschaft sowie den slowakischen Pokal. Im Sommer 2016 wechselte er zum portugiesischen Erstligisten Sporting Lissabon. Mit Sporting gewann er 2017 den EHF Challenge Cup sowie 2017 und 2018 die portugiesische Meisterschaft. In der Saison 2018/19 stand er beim französischen Erstligisten US Ivry HB unter Vertrag. Anschließend wechselte er zum Ligakonkurrenten Tremblay-en-France Handball.